# VoZe Sôki
VoZe Sôki – elektryczny trójkołowy mikrosamochód produkowany pod chilijską marką VoZe w latach 2015–2017.

## Historia i opis modelu
Po prezentacji prototypu Lüfke w 2013 roku, chilijskie przedsiębiorstwo VoZe przez kolejne 2 lata pracowało nad swoim pierwszym samochodem elektrycznym w produkcyjnej postaci. Ich efektem był przedstawiony w grudniu 2015 roku elektryczny mikrosamochód o nazwie Sôki, czerpiący nią z wymarłego języka rdzennego ludu Selkam z chilijskiej części Patagonii oznaczającego "dwa" - tyle, ile pasażerów mieści pojazd.
Sôki zysał smukłe nadwozie wykonane z tworzywa sztucznego, które umożliwiło transport dwóch osób umiejscawiając pasażera za kierowcą. Zamiast drzwi zdecydowano się umożliwić dostęp do wnętrza za pomocą uchylanej do góry komory współtworzącej bryłę nadwozia.

### Sprzedaż
Sprzedaż Sôki na rodzimym rynku chilijskim rozpoczęła się w 2016 roku, z ceną 12 tysięcy dolarów za egzemplarz. Niszowa koncepcja przy relatywnie wysokim koszcie zakupu w kraju, gdzie infrastruktura elektryczna nie była dobrze rozwinięta w drugiej dekadzie XXI wieku, a także brak środków na dalszy rozwój doprowadziły do zakończenia działalności VeZo w październiku 2017. Sôki produkowane było przez to niespełna dw lata.

### Dane techniczne
Sôki był mikrosamochodem elektrycznym napędzanym przez silnik o mocy 10 KM, a także akumulator o pojemności 4,2 kWh. Uzupełnianie stanu baterii do pełna zajmowało ok. 3 godziny, z kolei zasięg w warunkach miejskich wynosił maksymalnie ok. 60 kilometrów na jednym ładownaiu.